# Nicolas Huyghebaert
Nicolas Huyghebaert (Kortrijk, 22 december 1912 - Brugge, 20 november 1982), geboren Norbert Huyghebaert, was een Belgisch katholiek priester, benedictijn en historicus.

## Levensloop
Huyghebaert werd aan de Katholieke Universiteit Leuven baccalaureus in de wijsbegeerte en voltooide zijn studies in de rechten niet. Hij trad in 1935 het benedictijnenklooster van Sint-Andries bij Brugge binnen, waar hij in 1940 tot priester werd gewijd. In 1944 werd hij licentiaat geschiedenis in Leuven en in 1975 doctor in de geschiedenis in Louvain-la-Neuve. In deze laatste universiteit werd hij docent in middeleeuwse kerkgeschiedenis. In zijn abdij werd hij prior.
Hij werd bestuurslid van het Genootschap voor Geschiedenis te Brugge in 1949 en werd redactiesecretaris in 1971. Dom Huyghebaert was daarnaast vooral actief in de toonaangevende tijdschriften 'Revue d'Histoire Ecclésiastique', 'Scriptorium' en 'Revue bénédictine'. Hij was de voornaamste redacteur van de vier West-Vlaamse volumes van het naslagwerk Monasticon belge (1960-1978).

## Publicaties
Bijdragen in de 'Handelingen van het Genootschap voor Geschiedenis te Brugge':
- Le Sacramentaire de l'Abbé Manassès de Bergues-Saint-Winnoc, 1947.
- Une lettre de Dom Corneille Heddebault d'Ypres, 1951.
- De abdij van Sint-Jansberg te Ieper en de monialen van Groot-Bijgaarden in de XVIIde eeuw, 1953.
- De bibliotheek van de oude Sint-Andriesabdij, 1955.
- La carrière militaire de l'exégète brugeois Jean-Aloys van Steenkiste, 1962.
- Iperius et la translation de la relique du Saint-Sang à Bruges, 1963.
- Een valse oorkonde van graaf Boudewijn voor de abdij van Ename: de voogdijregeling van 1064, 1966.
- De Meier van Zwevezele in de 'Miracula S. Winnoci, 1971.
- Quelques lettres de W. H. James Weale relatives à l'exposition des primitifs flamands de 1902, 1982.

Andere publicaties:
- Recherches sur les chanceliers des évêques de Noyon-Tournai, in: Handelingen Verbond Geschied- en Oudheidkundige Kringen van België, 35ste Congres 1935, Kortrijk, 1955.
- Monasticon Belge. Province de Flandre Occidentale, T. III, 4 volumes, Luik, 1960-1978.
- Dedicationes Tornacenses, in: Horae Tornacenses, Doornik, 1971.
- Abdijen in West-Vlaanderen, in: Biekorf, 1973.
- Abbaye de Saint-Barthélémy à Eeckhout à Bruges, in: Monasticon belge, Province de la Flandre Occidentale, T. III, Luik, 1974.
- Adela van Frankrijk, gravin van Vlaanderen, stichteres van de abdij van Mesen (ca. 1017-1079), in: Iepers Kwartier 1979.
- Ma carrière d'historien, in: M. Coune (ed.), Apologie d'un historien qui sut être 'édifiant': Dom Nicolas Huyghebaert' (zie Literatuur).